# 雙頂
雙頂（？—？），字錫爵，号敬亭，阿颜觉罗氏，世居額爾敏地方，正白旗满洲包衣。清朝官员，进士出身。

## 生平
雍正十三年（1735）乙卯举人，乾隆元年（1736）丙辰联捷进士（时隶内务府正白旗包衣鄂礼管领下）。翰林院散馆后授检讨，官翰林院侍读学士。任乾隆七年会试同考官。曾任内务府正白旗包衣第五㕘领第一管领（系康熙三十一年（1692）编立，载《钦定八旗通志》），内务府员外郎。

## 家族
- 曾祖：阿普察，原任牧长。“阿普察，正白旗包衣人，世居額爾敏地方，來歸年分無考，原任牧長。其子福拉渾原任内管領，……又阿普察之曾孫彌勒保現任内管領，德柱現任主事，雙頂現任檢討”（载《八旗滿洲氏族通譜》卷18）。
- 祖父辈：福拉浑（又福喇宏），内务府正白旗包衣第四㕘领第二管领首任管领（系顺治八年编立，载《钦定八旗通志》）；积拉浑、伟赫讷，原任员外郎。
- 父辈：马尔汉，内务府正白旗包衣第四㕘领第二管领（载《钦定八旗通志》）；章保、良沙色，原任内管领；关保由头等侍卫，因军功授骑都尉。
- 同辈：弥勒保，内务府正白旗包衣第四㕘领第二管领（载《钦定八旗通志》）；德柱，主事。[2]
- 妻索綽絡氏。其父内务府正白旗满洲吉蘭泰，祖父依圖；祖伯父都圖，其曾孙乾隆二年（1737年）丁巳恩科进士观保；胞姊索綽絡氏，嫁覺羅亨泰（父工部郎中覺羅丹岱，祖父護軍統領覺羅德爾錦，曾祖騎都尉觉罗國幹，先祖索长阿）。